# Enargia arenaria
Enargia arenaria är en fjärilsart som beskrevs av Max Bartel 1902. Enargia arenaria ingår i släktet Enargia och familjen nattflyn. Inga underarter finns listade i Catalogue of Life.